# Michelrieth

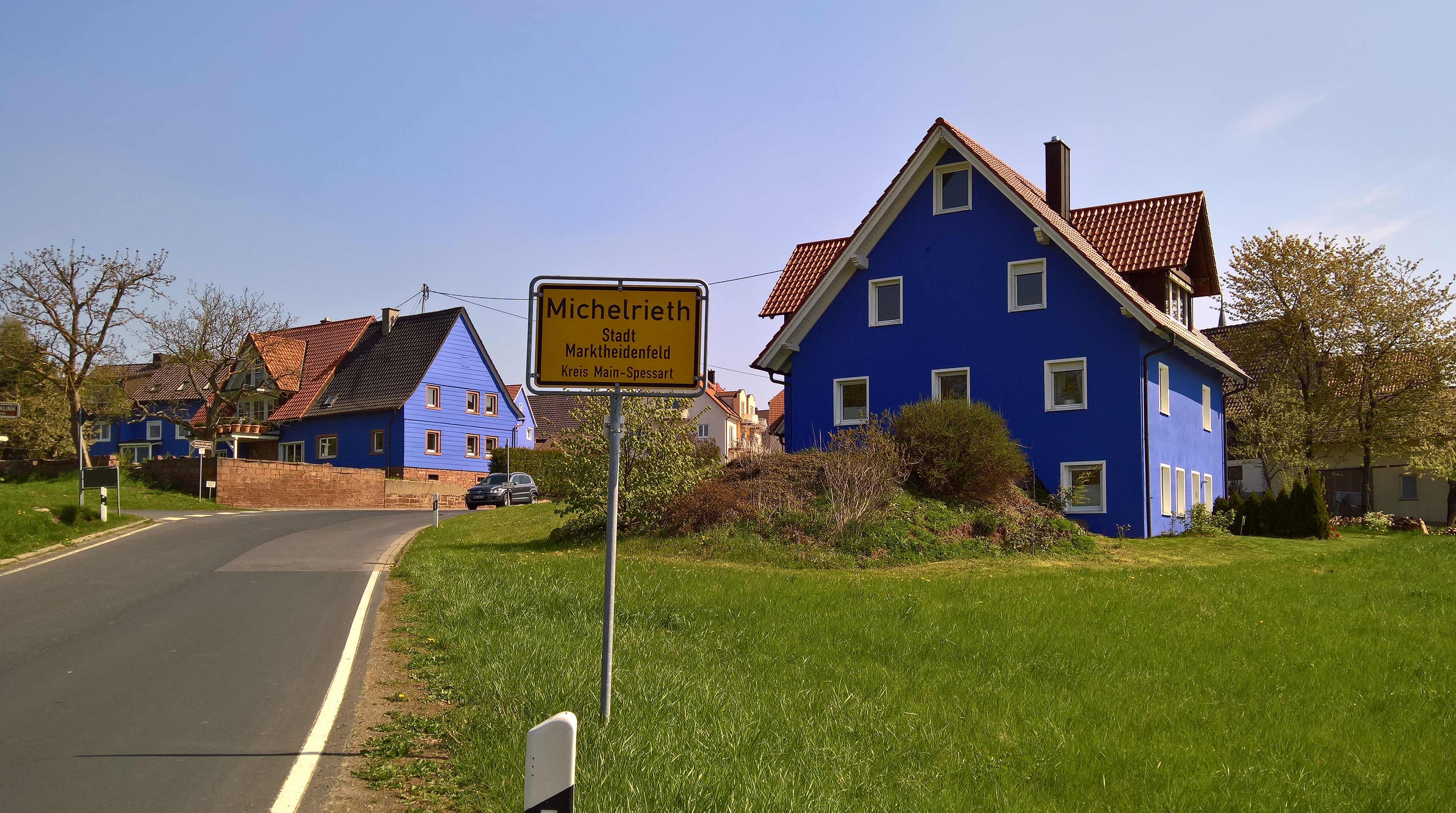
Ortseingang von Westen

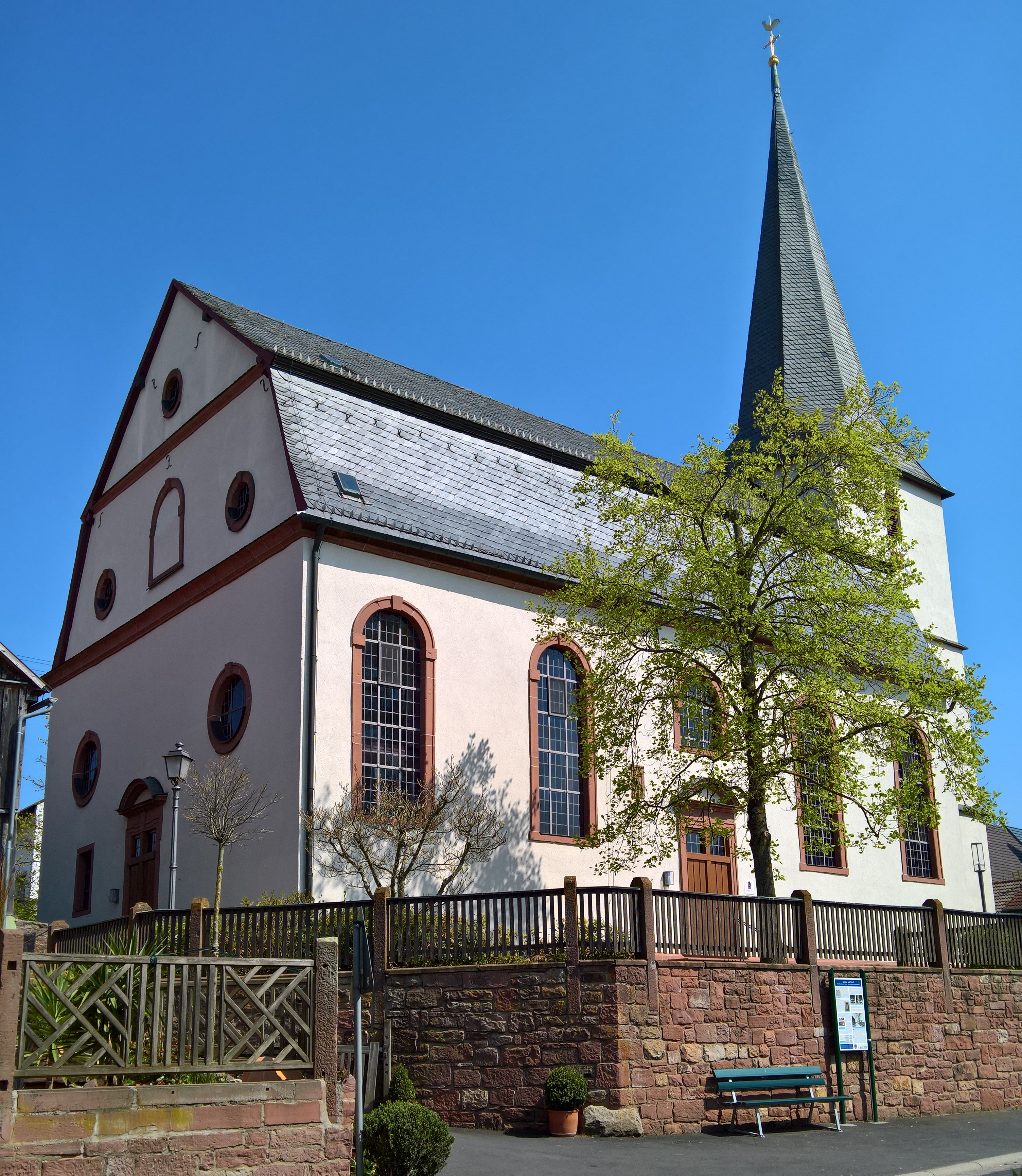
Die Michaels-Kirche

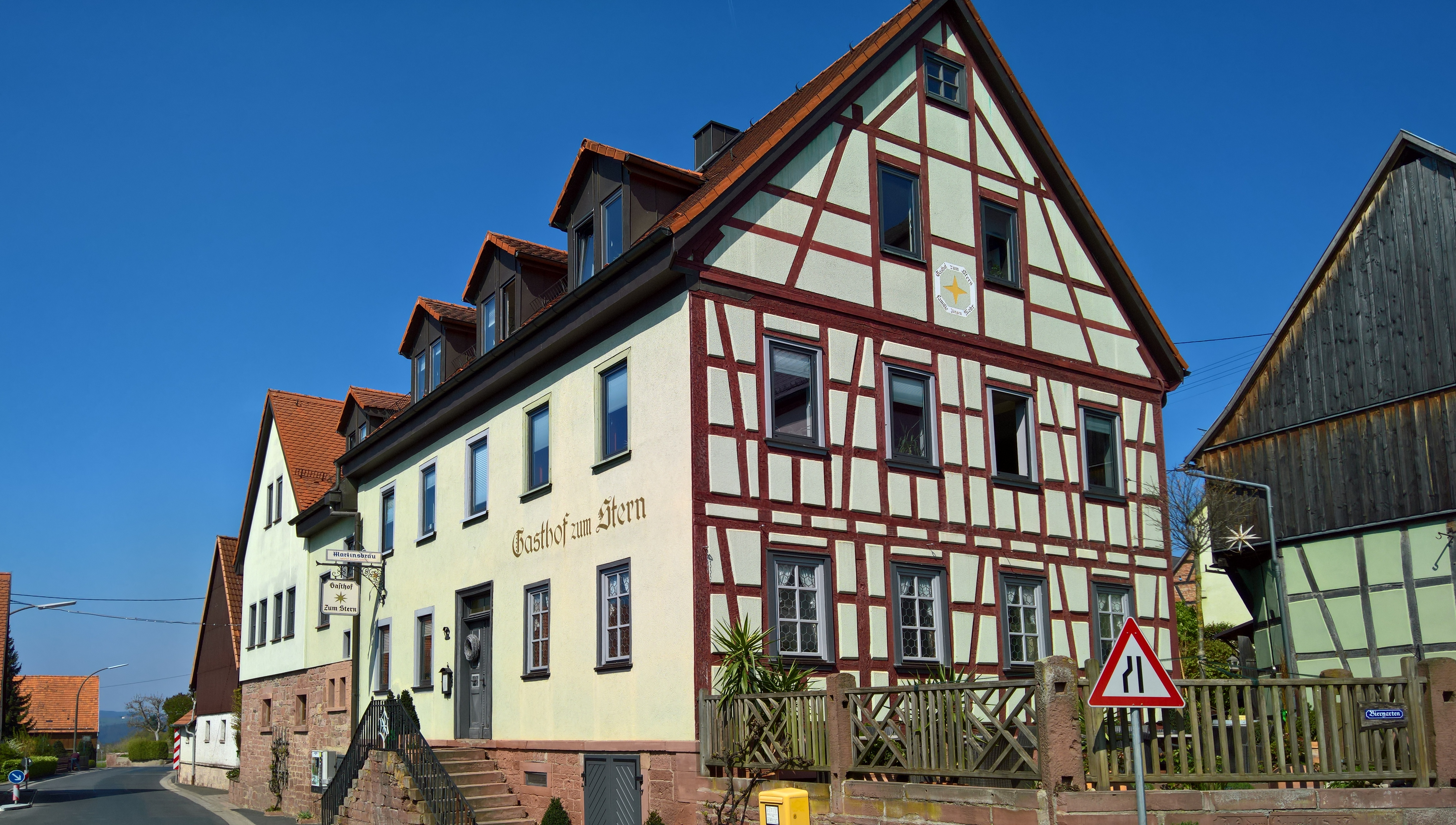
Gasthof zum Stern, Fachwerkhaus neben der Kirche

Michelrieth ist ein Gemeindeteil der Stadt Marktheidenfeld im unterfränkischen Landkreis Main-Spessart in Bayern.

## Geographie

### Lage
Der topographisch höchste Punkt der Gemarkung befindet sich auf 379 m ü. NHN (Lage) auf der Bundesautobahn 3 am Autobahnparkplatz Kohlsberg, der niedrigste im Haslochbach bei der Nickelsmühle auf 193 m ü. NHN (Lage).

### Nachbargemarkungen
Nachbargemarkungen im Uhrzeigersinn im Norden beginnend sind Kredenbach, Altfeld, Oberwittbach, Röttbach, Schollbrunn und Esselbach.

### Gewässer
Im Süden der Gemarkung entspringen der Klingenbach, der im Westen der Gemarkung in den Haslochbach mündet, heute südlich der Ortschaft.

## Geschichte
Das ursprüngliche Straßendorf Michelrieth wurde seit dem 9. Jahrhundert von der Abtei Fulda und der dazugehörigen Propstei Holzkirchen beherrscht. Ab dem 12. Jahrhundert verleibten die Grafen von Wertheim als Vögte auch Michelrieth ihrem Herrschaftsgebiet ein. Nach deren Aussterben im Mannesstamm und den folgenden Erbauseinandersetzungen wurden die Grafen von Löwenstein-Wertheim bestimmende Macht. Zeugnis davon gibt der rote Löwe im Wappen. Michelrieth war Sitz des Zentgerichtes Cent Michelrieth. Bis 1848 blieben die Löwenstein bestimmende Kraft in Michelrieth. Seit 1814 gehörten die Grafschaftsorte zum Königreich Bayern.
Im Jahre 1862 wurde das Bezirksamt Marktheidenfeld gebildet, auf dessen Verwaltungsgebiet Michelrieth lag. 1939 wurde wie überall im Deutschen Reich die Bezeichnung Landkreis eingeführt. Michelrieth war nun eine der 47 Gemeinden im Landkreis Marktheidenfeld (Kfz-Kennzeichen MAR). Mit Auflösung des Landkreises Marktheidenfeld im Jahre 1972 kam Michelrieth in den neu gebildeten Landkreis Main-Spessart (Kfz-Kennzeichen damals KAR, heute MSP).
Am 1. Juli 1972 wurde die Gemeinde Michelrieth aufgelöst und nach Altfeld eingemeindet. Seit dem 1. Januar 1976 ist Michelrieth ein Stadtteil von Marktheidenfeld.

## Universelles Leben
Von den zwischenzeitlich knapp 600 Einwohnern des Ortes sind heute etwa die Hälfte Anhänger der neuen religiösen Bewegung Universelles Leben (UL). Nach erfolglosen und von Widerstand begleiteten Ansiedlungsversuchen der Glaubensgemeinschaft durch ihre Anhänger im Heuchelhofgebiet (Würzburg) und in Hettstadt Mitte der 1980er Jahre gelang es ihr in Michelrieth, zahlreiche Grundstücke im Neubaugebiet westlich des Ortskerns teils mit überhöhten Preisen aufzukaufen. Der ortsansässige Pfarrer nennt als typischen Baustil dieser Häuser Rundungen an Mauerwerk und Fenstern, die bei älteren Häusern auch nachträglich angebracht wurden.
Das ehemalige Sanatorium Südspessart ist seitdem als HG Naturklinik in der Hand von Sektenanhängern, in unmittelbarer Nachbarschaft wurden eine Seniorenresidenz, Wohngemeinschaften und weitere Betriebe eingerichtet. Rund 10 Betriebsstätten, die dem UL zugerechnet werden, sind in der Gemarkung angesiedelt. Weitere Betriebe sind aufgrund fehlender Gewerbeflächen in der unmittelbaren Umgebung angesiedelt, darunter in Altfeld, Kredenbach, Esselbach und Marktheidenfeld. Auch Barbara Rütting siedelte sich nach einer Behandlung in der HG Naturklinik im Ort an. Thomas Müller, Vorsitzender der örtlichen Bürgerinitiative, die damals gegen die Ansiedlung auf die Straße ging, erzählt in einem Interview im Cicero von einem Klima der Angst im Ort, die dazu führe, dass sich kaum noch jemand traut, das Universelle Leben zu kritisieren. Eine Art Bürgerwehr des UL, die „Gewappneten“, patrouillierte mit Autos oder Schäferhunden im Ort.

## Bekannte Bewohner
- Barbara Rütting (1927–2020), Schauspielerin, Autorin und Politikerin